# Скотома
Скотомами (від дав.-гр. σκότος — тінь, темна пляма) називають обмежені дефекти в полі зору.

## Етіологія
Скотоми можуть виникати при запаленні (неврит, ретробульбарний неврит) або атрофії зорового нерва, папіліті, ішемії диска зорового нерва, запаленні зорового перехрестя і зорових шляхів, новоутвореннях очної ямки, ураженнях сітківки, початковій стадії глаукоми, помутнінні та ушкодженні заломлюючих середовищ ока.

## Класифікація
Розрізняють:
- абсолютні (випадіння певної ділянки) і відносні (знижена видимість об'єкта на цій ділянці);
- позитивні (які сприймаються пацієнтом як темна або забарвлена пляма) і негативні (виявляються лише при дослідженні поля зору);
- центральні й периферичні (залежно від розташування);
- фізіологічні (сюди належить сліпа пляма Маріотта (відповідає проєкції диска зорового нерва і склеральному каналу, по якому нервові волокна сітківки покидають око), а також ангіоскотоми, що відповідає розташуванню судин на сітківці) й патологічні[5][6].